# Рок Хил (Мисури)
Рок Хил (енгл. Rock Hill) град је у америчкој савезној држави Мисури.

## Демографија
По попису из 2010. године број становника је 4.635, што је 130 (-2,7%) становника мање него 2000. године.
| Група             | 2000.         | 2010.         |
| Белци             | 3.206 (67,3%) | 3.188 (68,8%) |
| Афроамериканци    | 1.304 (27,4%) | 1.064 (23,0%) |
| Азијати           | 94 (2,0%)     | 115 (2,5%)    |
| Хиспаноамериканци | 61 (1,3%)     | 128 (2,8%)    |
| Укупно            | 4.765         | 4.635         |